# 艾因布迪納爾
36°01′N 0°11′E / 36.017°N 0.183°E
艾因布迪納爾（阿拉伯语：‎），是阿爾及利亞的城鎮，位於該國西北部穆斯塔加奈姆省，由海爾埃丁區負責管轄，面積38平方公里，2008年人口6,060，人口密度每平方公里159人。